# Красноспинный канюк
Красноспинный канюк (лат. Geranoaetus polyosoma) — вид хищных птиц из семейства ястребиных.

## Таксономия
Выделяют четыре подвида. Существует проблема с таксономической классификацией таксона poecilochrous, иногда его считали отдельным видом птиц.

## Распространение
Южная Америка (запад и юг континента), включая Фолклендские острова.

## Описание
Длина тела 45—62 см; масса 660—1300 г; размах крыльев 113—151 см. Очень изменчивый полиморфный ястреб с длинными крыльями и ногами и хвостом средней длины. Голова, бедра и подхвостья темно-буровато-серые, спина темно-серая, верх спины и большая часть нижней стороны тела рыжие. Или окрас аналогичный, но с белым низом, с тонкой перемычкой на боках и брюхе. Или все тело от черноватого до бледно-серого цвета. Или окрас серый к грифельному сверху, белый снизу. Или от коричневого до серого внизу с рыжей полосой поперек грудки и рыжей мантией. У взрослых особей хвост беловатый с чёрной перевязью.
Самцы и самки, как правило, различаются оперением у всех рас (форм), кроме exsul, рыжеволосые птицы обычно самки, а серые — самцы. Цвет радужных оболочек от коричневатого до желтоватого, или зеленовато-желтый, ноги и ступни желтые.
Форма fjeldsai немного мельче, чем представители номинативного подвида, и имеет более темное оперение сланцевого цвета. Представители подвида exsul крупнее и темнее, чем номинативного, и имеют меньше белого на лбу, самцы и самки этой формы похожи и напоминают самцов других подвидов.

## Биология
В кладке 1-3 яйца.